# أبو معشر المدني
نجيح بن عبد الرحمن السندي المدني، أبو معشر (80 هـ- 170 هـ / 699م - 787 م): فقيه، عالمًا بالتاريخ والأيام. أصل أبيه من السند. كان مكاتباً لأمراة من بني مخزوم وعُتق، وأقام في المدينة إلى أن طلبته أم موسى الحميرية سنة 130 هـ زوجة أبو جعفر المنصور، فكان مولى لها بالعمولة.
عمر طويلاً، واختلط في آخر عمره، ومات ببغداد فصلى عليه هارون الرشيد. له كتاب «المغازي» وكتاب «تاريخ الخلفاء» نقل عنها الواقدي وابن سعد البغدادي، وخليفة بن خياط، وفي تاريخ الطبري عنه 86 رواية، وآخرون. ويعد أحد كبار من دون التاريخ العربي الإسلامي، وهو من باب ابن إسحاق وأبي مخنف وسيف بن عمر وأسن منهما. وكان أستاذاً للواقدي، وفيه قال أحمد بن حنبل: «كان صدوقا ولكنه لا يقيم الإسناد. وكان بصيرا بالمغازي». كما قال الذهبي: «أبو معشر السندي المدني الفقه صاحب المغازي ... كان من أوعية العلم». وقال أبو يعلى الخليلي:« أبو معشر له مكان في العلم والتاريخ، وتاريخه احتج به الأئمة».
من ولده محمد بن نجيح، أشخصه المهدي من المدينة إلى بغداد فسكنها، وأمر له بألف دينار، وذلك سنة 161 هـ. وكان سبب استقدام محمدا هو محبة المهدي لأبيه أبي معشر الذي نشأ في حضرته وكان أحد أساذته. عمر طويلا كأبيه، وعقبه الحسين بن محمد (175 هـ - 275 هـ) صاحب وكيع بن الجراح وهو مُعمّر كأبيه وجده، وداود بن محمد يروي عن أبيه محمد وهو من رواة كتاب جده المغازي.

## سيرته وحياته

### نشأته
ولد أبو معشر باليمن، إلا أن المصادر لم تشير إلى تاريخ ولادته تحديدًا، ولكن يمكن استنتاج ذلك من خلال النظر في الروايتين الآتيه التي ذكرها أبي معشر نفسه حيث قال: «رأيت على سعيد بن المسيب الخز»، وفي موضع آخر قال أبو معشر: « رأيت أبا أمامة بن سهل بن حنيف شيخا كبيرا يخضب بالصفرة، وله ضفيرتان». واعتماد على ما تقدم يمكن ترجيح ولادته نحو 80 هـ، والذي يجعلنا نذهب إلى هذا أنه رأى سعيد بن المسيب المتوفى سنة 94 هـ. ويؤكد ذلك الترجيح أيضًا روايته عن إبراهيم النخعي (ت 96 هـ)، قال: «عن أبي معشر أن النخعي حدثهم أنه دخل على عائشة فرأى عليها ثوبا أحمر». ومن تلك الرواية نستنتج أن أبي معشر نحو سنة 95 هـ كان في عمر يؤهله لمخالطة العلماء ومجالستهم طالبًا للعلم، فيجب ألا يقل عمره حينها عن خمسة عشر عاماً، فالمدنيون صارمون في المجالس.
تشير المصادر أن والد أبي معشر كان من بلاد السند، وأنه كان خياطاً، فهاجر إلى اليمن واستقر بها. وفي اليمن ولد أبو معشر. ولهذا نجد أن الكثير من المصادر تنسبه إلى اليمن. علماً أنه كان في لسانه تمتمة تدل على أصله غير العربي، وكان ألكن، يقلب الكاف قافا. وفي صفته كان أبي معشر أزرق العينين، أبيض البشرة، سمينا، وفي ذلك قال ابنه: «وكان أزرق، سمينا، أبيض». وكان ظريفاً لبقاً حلو الحديث، وفي ذلك قال هشيم بن بشير: « ما رأيت مدنيا أكيس من أبي معشر، وما رأيت مدنيًا يشبهه»، وقال أبو نعيم: «كان أبو معشر كيسا حافظا».

## أساتذته ومن روى عنهم
- سعيد بن المسيب (ت 94 هـ).
- أبو أمامة بن سهل بن حنيف (ت 100 هـ).
- محمد بن كعب القرظي المدني (ت 108 هـ).
- إبراهيم بن عبيد الأنصاري (ت 111 هـ).
- موسى بن يسار المدني (ت 111 هـ).
- عطاء بن أبي رباح (ت 114 هـ).
- عون بن عبد الله الهذلي المدني (ت 119 هـ).
- زيد بن الحسن بن علي بن أبي طالب (ت 120 هـ).
- سعيد المقبري المدني.
- محمد بن عمرو بن عطاء المدني.
- سلمة بن دينار المدني.
- زيد بن أسلم المدني.
- صفوان بن سليم المدني.
- علي بن أبي طلحة المدني.

## وفاته
عمر أبو معشر طويلاً حتى جاوز التسعين عامًا، واختل في آخر عمره وخرف حتى كان لا يعرف شيئاً، وفي ذلك قال السمعاني: «وكان ممن اختلط في آخر عمره، وبقي قبل أن يموت سنين في تغير شديد لا يدري ما يحدث به فكثر المناكير». ويذكر الرواة أنه تغير تغيرا شديداً آخر عمره، وأهمل مظهره ونظافة نفسه. ويبدوا أنه بدأ في الخرف نحو سنة 160 هـ، فلما لاحظ الخليفة المهدي ذلك - وكان يحج كل عام - فاستقدم ابن أبي معشر وهو محمد وقدم من المدينة إلى بغداد سنة 161 هـ، وكان ذلك قبل وفاة والده بتسعة أعوام. وقد خلط بعض المؤرخون بين قدومه وقدوم أبيه.
توفى أبي معشر عن سن عالية، وقد خرف. وكان ذلك فيما ذكر تلميذه محمد بن بكار في رمضان سنة 170 هـ، وصلى عليه الخليفة هارون الرشيد، ودفن بمقبرة الخيزران في بغداد.